# Iglesia de San Andrés (Zarza la Mayor)
La iglesia de San Andrés es un inmueble de la localidad española de Zarza la Mayor, en la provincia de Cáceres.

## Historia
En la construcción del edificio participaron diversas personalidades del Renacimiento extremeño como el maestro de la Orden de Alcántara Pedro de Ybarra, Juan Bravo y Alonso Hernández Acosta en su última reedificación en el siglo XVII. Tiene una fachada de estilo herreriano, que da a la Casa de la Seda y la Casa de la Encomienda. Alberga la imagen de un Jesús resucitado que, junto a la Virgen del Castillo de la ermita del mismo nombre, protagonizan uno de los rituales más representativos de la localidad, el Domingo de los Tiros.
Fue declarada bien de interés cultural, con la categoría de monumento, el 3 de junio de 2025.